# Cynanchum jaliscanum
Cynanchum jaliscanum är en oleanderväxtart som först beskrevs av Anna Murray Vail, och fick sitt nu gällande namn av R. E. Woodson. Cynanchum jaliscanum ingår i släktet Cynanchum och familjen oleanderväxter. Inga underarter finns listade i Catalogue of Life.